# 1997 en Ontario
Chronologie de l'Ontario
- 1994
- 1995
- 1996
- 1997
- 1998
- 1999
- 2000
- 2001
- 2002

Cette page concerne des événements d'actualité qui se sont produits durant l'année 1997 dans la province canadienne de l'Ontario.

## Politique
- Premier ministre : Mike Harris du parti progressiste-conservateur de l'Ontario.
- Chef de l'Opposition :
- Lieutenant-gouverneur :
- Législature : 36e

## Événements
- 24 février : La Commission de restructuration des services de santé de l’Ontario recommande la fermeture de l’hôpital Montfort[1].
- 25 février :  La population se mobilise immédiatement et crée le mouvement SOS Montfort, mené par l'ancienne mairesse de Vanier Gisèle Lalonde[1].

- 22 mars : Près de 10 000 personnes font un ralliement au Centre municipal d’Ottawa pour promouvoir d'empêcher la fermeture de l'hôpital Montfort[1].

## Décès
- 19 février : Lois Marshall (en), soprano (° 29 janvier 1924).
- 3 mars : Jordan Carson Mark, mathématicien (° 6 juillet 1913).
- 6 avril : Jack Kent Cooke, entrepreneur sportif (° 25 octobre 1912).
- 22 juin : Larry Grossman (en), chef du Parti progressiste-conservateur de l'Ontario (° 2 décembre 1943).
- 30 juillet : Robert Bryce (en), fonctionnaire d'état (° 27 février 1910).
- 14 novembre : Jack Pickersgill, député fédéral de Bonavista—Twillingate en Terre-Neuve-et-Labrador (1953-1967) (° 23 juin 1905).
- 24 novembre : Czeslaw Brzozowicz (en), ingénieur (° 28 juin 1911).
- 7 décembre : George R. Gardiner (en), homme d'affaires, philanthrope et cofondateur du musée Gardiner (° 25 avril 1917).